# Jana Čižmářová
Jana Čižmářová (* 17. srpna 1950 Brno) je česká archeoložka, kurátorka protohistorických sbírek Archeologického ústavu Moravského zemského muzea v Brně. Jejím manželem byl archeolog Miloš Čižmář.

## Odborné vzdělání a zaměstnání
V letech 1968–1973 studovala prehistorii a etnografii na Filosofické fakultě University Jana Evangelisty Purkyně v Brně (nyní Masarykova univerzita), diplomovou práci psala na téma Sídlištní objekty doby protohistorické na Moravě.
V letech 1973–1987 působila jako archeolog v Muzeu města Brna na Špilberku. V roce 1982 získala titul PhDr. Od 1987 pracuje v Moravském zemské muzeu v Brně jako kurátorka protohistorických sbírek a sbírky antiky.
Specializuje se na dobu laténskou. Za působení v brněnském městském muzeu její hlavní činností byly záchranné výzkumy na území Brna (např. Bystrc, Horní Heršpice, Starý Lískovec, Stránská skála, Žebětín). Jako archeolog v Moravském zemském muzeu uskutečnila řadu terénních výzkumů (např. Dolní Bojanovice, Hostýn, Ptení). Realizovala řadu výstav (Langobardi na Moravě, Drahé kameny v pravěku, Antické umění v moravských sbírkách a nálezech, Keltové na Moravě, Germáni a Římané, Keltové, Brno a hvězdy); výstavy většinou byly postupně instalovány vícekrát i v jiných muzeích (např. výstava Keltové na Moravě – poprvé 1996 – měla 15 repríz včetně jedné zahraniční v Asparn v Dolním Rakousku). Hlavní náplní práce je však zpracování starých muzejních fondů, především materiálu z moravských keltských pohřebišť; byla řešitelkou dvou projektů MK ČR na toto téma (archeologické nálezy v Brně-Maloměřicích, keltské pohřebiště v Holubicích), v rámci dalšího obdobného projektu se věnovala keltským pohřebištím z dalších regionů Moravy a postupně vydala další čtyři svazky věnované těmto nalezištím (2011, 2013, 2017, 2019), shrnující k roku 2019 stav poznání na tomto poli. Ke keltské tematice publikovala řadu menších i větších prací. Na Slezské univerzitě v Opavě přednášela v letech 1996–2012 o době laténské.

## Publikace
- Keltové na Moravě (katalog výstavy), Brno 2001
  - Die Kelten in Mähren. Von Kriegern zur Bernsteinfürsten. Asparn 2003
- Encyklopedie Keltů na Moravě a ve Slezsku, Praha 2004 (ISBN 80-7277-249-X)
- Keltské pohřebiště v Brně-Maloměřicích, Pravěk-Supplementum 14, Brno 2005 (ISBN 80-86399-16-8)
- Les nécropoles celtiques de la Moravie, Les Dossiers d'Archéologie 313, 2006, 26-33.
- Keltská pohřebiště z Holubic a Křenovic, Pravěk-Supplementum 19, Brno 2009 (ISBN 978-80-86399-57-7)
- Keltská pohřebiště na Moravě. Okresy Brno-město a Brno-venkov, Brno 2011 (ISBN 978-80-7028-382-0)
- Keltská pohřebiště na Moravě. Okresy Blansko a Vyškov, Brno 2013 (ISBN 978-80-7028-420-9)
- Keltská pohřebiště na Moravě. Okresy Hodonín, Kroměříž, Olomouc, Opava, Prostějov, Přerov, Uherské Hradiště a Zlín, Brno 2017 (ISBN 978-80-7028-486-5)
- Němčice a Staré Hradisko. Spony, Brno 2018 (ISBN 978-80-7028-511-4)
- Keltská pohřebiště na Moravě. Okresy Břeclav a Znojmo, Brno 2019 (ISBN 978-80-7028-529-9)
- Keltové, Brno a hvězdy, Brno 2021 (ISBN 978-80-7028-561-9)